# Československé letectvo
Československé letectvo bylo součástí československé armády od 1. listopadu 1918, kdy Josef Scheiner vydal rozkaz ke vzniku Leteckého sboru. U jeho zrodu stáli jak letci bojující za první světové války v rakousko-uherském letectvu, tak příslušníci československých legií. Rakousko-uherskou, německou a francouzskou techniku u letectva postupně nahradily domácí konstrukce hlavních dodavatelů Aero, Avia a Letov, které byly také vyváženy do zahraničí. Mnichovská dohoda a následná okupace Čech a Moravy znamenaly dočasný zánik letectva na území Československa, s výjimkou Vzdušných zbraní Slovenského státu.
Mnozí příslušníci bývalého letectva první republiky bojovali za druhé světové války v exilu. Dne 1. června 1940 byla podepsána československo-francouzská dohoda o zřízení samostatného československého letectva ve Francii. První jednotkou letectva ve Velké Británii byla od 12. července 1940 310. československá stíhací peruť, tři další perutě vznikly později. V Sovětském svazu se 24. ledna 1945 stala největší jednotkou československého letectva na východní frontě 1. československá smíšená letecká divize.
Po skončení války bylo letectvo v Československu obnoveno a po únoru 1948 se dostalo pod kontrolu komunistické strany. V roce 1955 se stalo součástí sil Varšavské smlouvy a bylo přezbrojeno na sovětskou leteckou techniku. Mezi domácí typy ve výzbroji patřily například cvičné letouny Aero L-29 Delfín či Aero L-39 Albatros. Československé letectvo zaniklo s rozpadem federace v roce 1992.

## Historie

### První světová válka a československé legie
Historie československého letectva sahá do doby před vznikem samostatné Československé republiky. Během první světové války vznikaly v zahraničí československé vojenské jednotky, později označované jako legie. Jedním z jejich organizátorů byl Milan Rastislav Štefánik, který své válečné působení zahájil jako příslušník francouzského armádního letectva a průkopník letecké meteorologie. V dohodových letectvech sloužilo také několik Čechů – ve francouzském devět a v italském patnáct letců. Augustin Charvát sestřelil nad západní frontou dva nepřátelské letouny a Václav Pilát zničil německý pozorovací balon. Nejvíce českých vojenských letců (cca 500) však sloužilo v rakousko-uherském letectvu.
První samostatné letecké útvary československých legií vznikly v Rusku, kde byl koncem února 1918 zřízen 1. československý letecký a automobilní oddíl, jenž měl k dispozici tamní francouzské vojenské sklady. Činnost jednotky negativně ovlivnil postup německé armády do Ruska zmítaného občanskou válkou a rovněž vynucené předání pěti letounů bolševikům. K prvnímu letu českého vojenského letadla došlo 10. dubna 1918, kdy odstartoval letoun Sopwith 1½ Strutter pilotovaný Lvem Melčem a Josefem Skálou. Krátce po vzletu však letci nezvládli řízení a stroj byl při nouzovém přistání těžce poškozen. Letouny legií byly využívány především k průzkumným úkolům. K první ztrátě v boji došlo 16. října 1918 při stíhání bolševického pozorovacího letounu, kdy padl ruský příslušník jednotky praporčík Vladimirov. Na počátku roku 1920 se letecký oddíl spolu s dalšími legionáři přepravil z Vladivostoku do vlasti.

### Vznik a meziválečné období

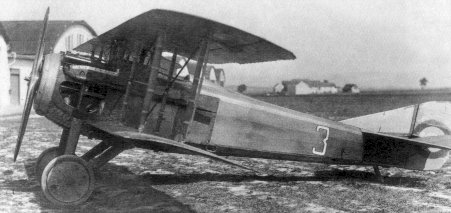
SPAD S.VII ve službách Leteckého sboru Československé armády ve vojenském leteckém učilišti v Chebu počátkem 20. let 20. století

V průběhu dní kolem 28. října 1918 se na pražském Žofíně shromáždili čeští vojáci rakousko-uherské armády, kteří se vraceli domů z front. Vzniklo zde jádro skupiny, z níž později měla být vytvořena vojenská jednotka. Hlavní postavou této jednotky byl setník Jindřich Kostrba, který kolem sebe shromáždil asi 30 pilotů, pozorovatelů a několik mechaniků. Rozkaz ke vzniku Leteckého sboru vydal 1. listopadu 1918 člen Maffie a starosta České obce sokolské Josef Scheiner. Na louce ve Strašnicích vzniklo první letiště. Byla sem přivezena všechna letadla, která po zániku Rakousko-Uherska zůstala na území nedávno vzniklého Československa. Nejvíce letadel pocházelo z bývalé letecké školy v Chebu. Další letadla dodali tehdejší spojenci. Jelikož československé letectvo společně s celou armádou bylo pod vlivem francouzské vojenské mise, Francie z části darovala, z části prodala Československu své přebytky letadel SPAD S.VII a S.XIII. Celkově šlo o přibližně 140 až 150 kusů. Československé letectvo se tak stalo třetím největším uživatelem těchto letadel. Na létání však bylo určeno 117 SPADů a zbytek byl určen jako zdroj náhradních dílů. Počet SPADů u bojových jednotek byl ještě menší. Koncem prosince 1919 jich bylo 41, v lednu 1921 47 a k 20. říjnu 1921 jich bylo 44. Největší počet SPADů u bojových jednotek byl dne 11. října 1922, kdy bylo ve výzbroji 58 letadel SPAD S.VII a 29 SPAD S.XIII. Většina strojů byla přesunuta do Vojenského leteckého učiliště v Chebu, kde sloužily k základnímu výcviku stíhacích pilotů. Letadla SPAD byla kvůli vysoké únavě materiálu postupně uzemňována. V roce 1925 byla nahrazena stíhacími letouny československé výroby Avia BH-21.

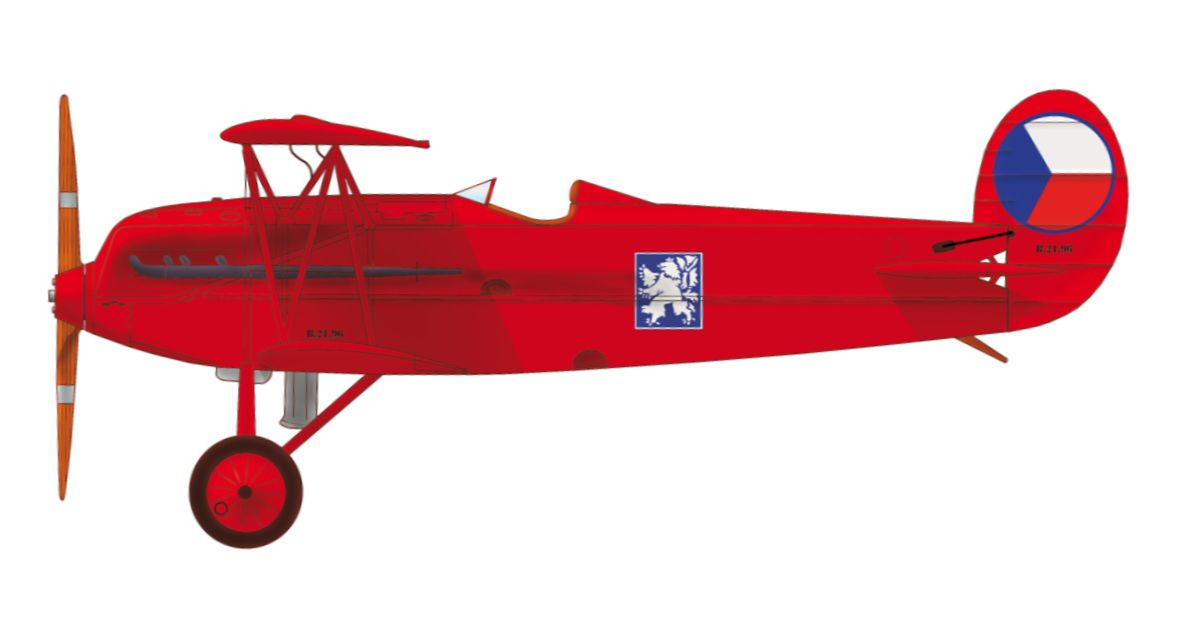
Avia B.21.96, přezdívaná „Rudý ďábel“, na níž při leteckém dnu v Karlových Varech 8. června 1930 zahynul jeden z československých "králů vzduchu" škpt. František Malkovský

Letadla z období první světové války byla již zastaralá a často i v nevyhovujícím technickém stavu. Vedení letectva i letečtí konstruktéři si tento fakt uvědomovali, a tak v roce 1920 poprvé vzlétlo letadlo Letov Š-1. Šlo o první letadlo československé výroby. Následně vznikly i první stíhačky Aero Ae-02 a jednoplošník Avia BH-3. V polovině 20. let se standardním stíhacím letounem stala Avia BH-21, která umožnila i řadovým pilotům nacvičovat vysokou akrobacii. Avia BH-21 byla první československý stíhací letoun vyráběný ve velkém počtu. Jedním z mnoha úspěchů bylo vítězství stroje BH-21 na mezinárodní soutěži stíhacích letounů v Bruselu. Vítězné letadlo zakoupila i s licenčními právy belgická firma SABCA. Na letadlech BH-21 získala řada pilotů akrobatické zkušenosti a jména jako Malkovský, Ambruš, Novák, Široký, Hubáček a další byla známa po celém světě.

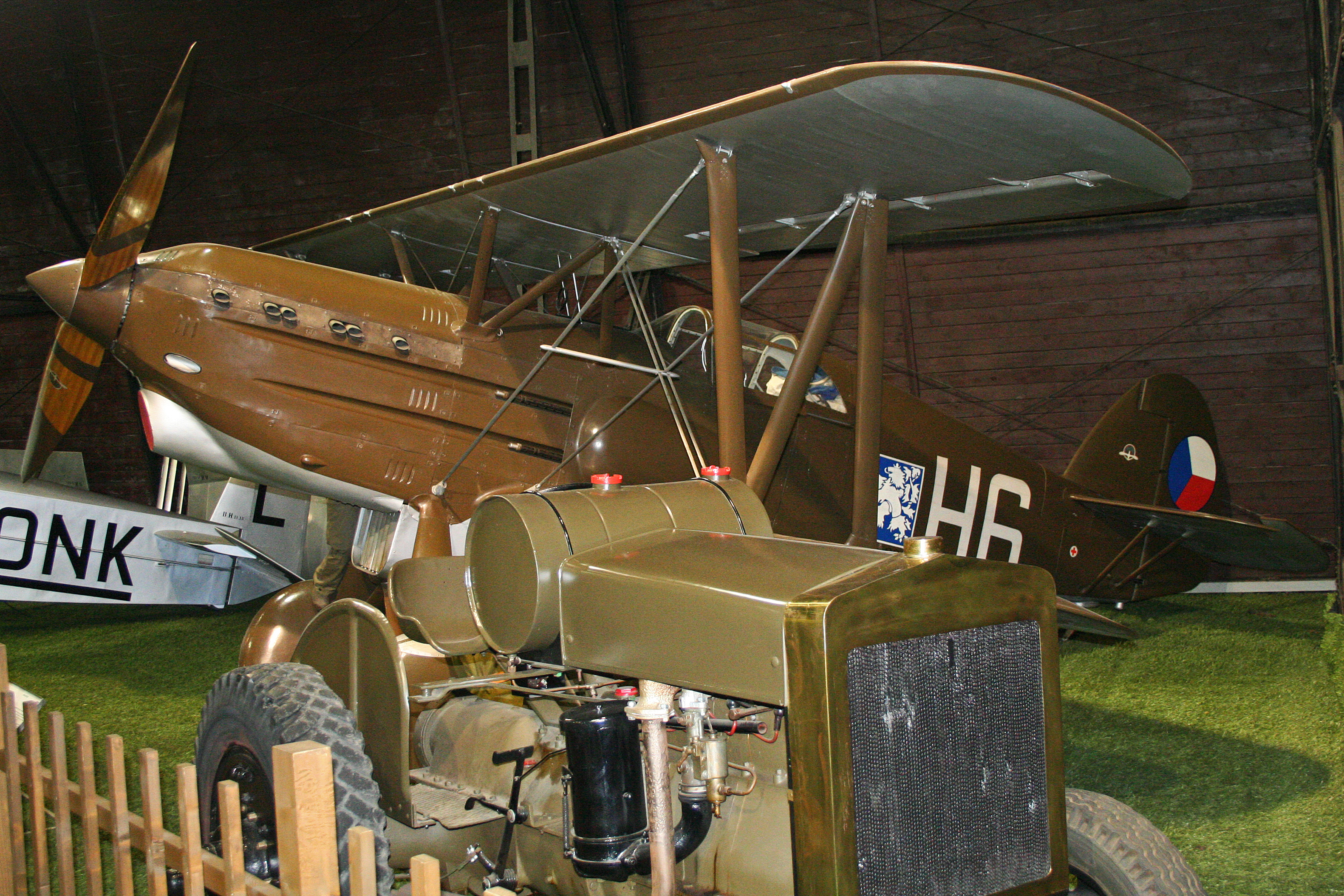
Replika Avie B-534 v leteckém muzeu Kbely

Zhoršující se zahraničně-politická situace si začátkem 30. let vyžádala modernizaci leteckého parku letectva. Ministerstvo národní obrany proto vyhlásilo soutěž na novou standardní stíhačku. Konstrukce továrny Avia se ukázala z ostatních strojů továren Letov a Praga jako nejlepší. Šlo o stíhačku Avia B-534, která oplývala výbornou stoupavostí, manévrovatelností i poměrně vysokou rychlostí, která se blížila k 400 km/h. Avia B-534 si společně s akrobatickými Aviemi Ba-122 získala velkou popularitu na mezinárodním leteckém mítinku ve švýcarském Curychu v roce 1937.

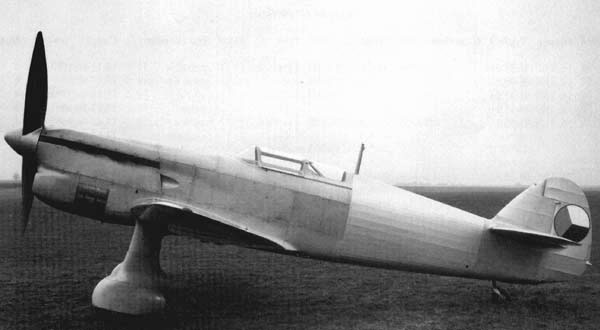
Avia B-35 v roce 1938

Všechna početně větší vojenská letectva však v té době masově přecházela na jednoplošníky. Českoslovenští představitelé, konfrontováni s výkonným německým jednoplošníkem Messerschmitt Bf 109 zjistili, že Avia B-534 překonává německý stroj ve stoupavosti a obratnosti, ale ne v rychlosti. Proto byl zadán vývoj jednoplošného nástupce B-534, nazvaný Avia B-35, který poprvé vzlétl v době mobilizace 28. září 1938. Vývoj tohoto letadla začal až příliš pozdě na to, aby bylo možné jej zařadit včas do výzbroje letectva. Brzy na to 30. září 1938 došlo k podepsání Mnichovské dohody mezi Německem, Francií, Itálií a Spojeným královstvím, která Československu nařizovala postoupit Sudety Německu pod výhrůžkou, že v případě vypuknutí války s Německem bude Československo prohlášeno za agresora a ponecháno bez pomoci. Československá vláda se, i přes vysokou morálku vojska a nedokončený, ale i tak silný systém opevnění, rozhodla mnichovskému diktátu podřídit. O necelý půl rok později, 15. března 1939, byl celý zbytek českých zemí, už bez Slovenska, které se po německém víceméně ultimátu odtrhlo, obsazen nacistickým Wehrmachtem a přejmenován na Protektorát Čechy a Morava. Znamenalo to i konečnou likvidaci československého letectva. Letecký průmysl byl zkonfiskován a velká část letadel letectva byla zabavena. Německo část rozprodalo a část zařadilo do Luftwaffe převážně ke druholiniovým službám a pokusům. Velkému počtu pilotů a personálu zaniklého letectva se podařilo uniknout do Polska a Francie. V Polsku však úřady nejevily ochotu případ řešit (většina vojáků byla poté převedena do Francie, kde vstoupili do cizinecké legie, aby mohli být přijati do francouzské armády). Začátkem srpna 1939 si i polská vláda uvědomila nebezpečí, které jí od nacistického Německa hrozilo, a proto byla část pilotů, která zatím neodešla do Francie, přijata do polského letectva. Mezitím již v nezávislé Slovenské republice vznikly Slovenské vzdušné zbraně, na základě československého 3. leteckého pluku generála-letce Milana Rastislava Štefánika, který byl jako jediný ze šesti československých leteckých pluků umístěn na Slovensku.

### Druhá světová válka

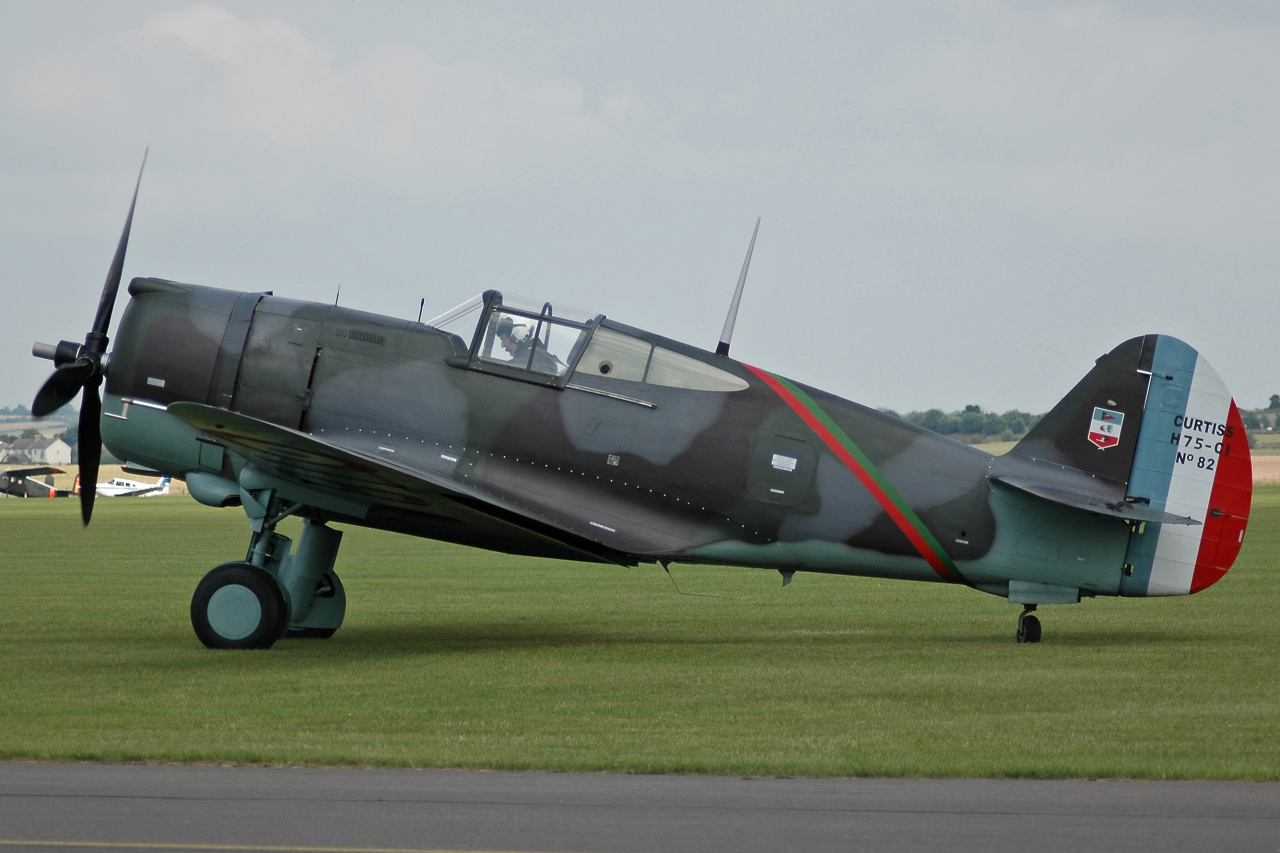
Curtiss Hawk 75, na kterém bojovali někteří českoslovenští letci ve Francii

Bojová činnost Čechů a Slováků v Polsku však byla velmi krátká, jelikož rychlá porážka Polska znamenala její brzké dokončení. Někteří piloti ustoupili se svými polskými kolegy do Rumunska, odtud se dostali na Blízký východ a dále do Francie, jiní se dostali do SSSR, kde byly nejprve internováni, ale po intervenci československý orgánů v zahraničí byli přesouváni k jednotkám ve Francii, později ve Spojeném království. Po obsazení Polska zůstala jedinou cestou pro české emigranty trasa na západ z Protektorátu přes Slovensko a Maďarsko, kde však při jejich dopadení hrozilo vydání Němcům. Do bezpečí se čeští letci a vojáci dostali až při překročení hranic Jugoslávie, kde působil československý konzul, který zajišťoval jejich převoz do Bejrútu v Libanonu, odkud pokračovali směrem do Francie a později do Spojeného království.
Československá exilová vláda aktivně podporovala útěky letců z Protektorátu organizované pomocí odbojových skupin. Rozhodnutí o podpoře útěků letců padlo i proto, že Protektorát jako okupována země nebyl schopen postavit v zahraničí rozsáhlé exilové vojsko, které by bylo nápomocné Spojencům a mohlo tak prosazovat zájmy země, jak tomu bylo např. během první světové války. Proto i při svém malém počtu představovali čeští a slovenští letci významnou sílu, která byla užitečným článkem spojeneckého válečného úsilí.
Na západě se českoslovenští letci zúčastnili bitvy o Francii. Vznik leteckých jednotek ve Francii byl doprovázen řadou byrokratických průtahů, a to i po vstupu Francie do druhé světové války. Teprve v prosinci 1939 bylo několik československých letců přijato do francouzských jednotek. Francouzi totiž Čechy a Slováky nejprve nevítali s nadšením, kladli jim za vinu zatažení Francie do války. V únoru 1940 byl přijat projekt, ve kterém se počítalo s výstavbou samostatných československých stíhacích a bombardovacích jednotek. Vpádem Wehrmachtu do zemí Beneluxu dne 10. května 1940 skončilo období tzv. podivné války. Německé jednotky vtrhly do Francie a situace začínala být vážná. Jednou z nejlepších leteckých jednotek ve Francii byla 5. stíhací peruť, ve které sloužilo 18 československých letců, např. kapitán Alois Vašátko či rotmistr František Peřina. Tito letci byli velmi úspěšní a patřili k elitním stíhačům. Dne 1. června 1940 byla podepsána československo-francouzská letecká dohoda o zřízení samostatných československých vzdušných sil ve Francii, ale rychlá kapitulace Francouzská její realizaci znemožnila. Českoslovenští letci se museli přesunout do Anglie.

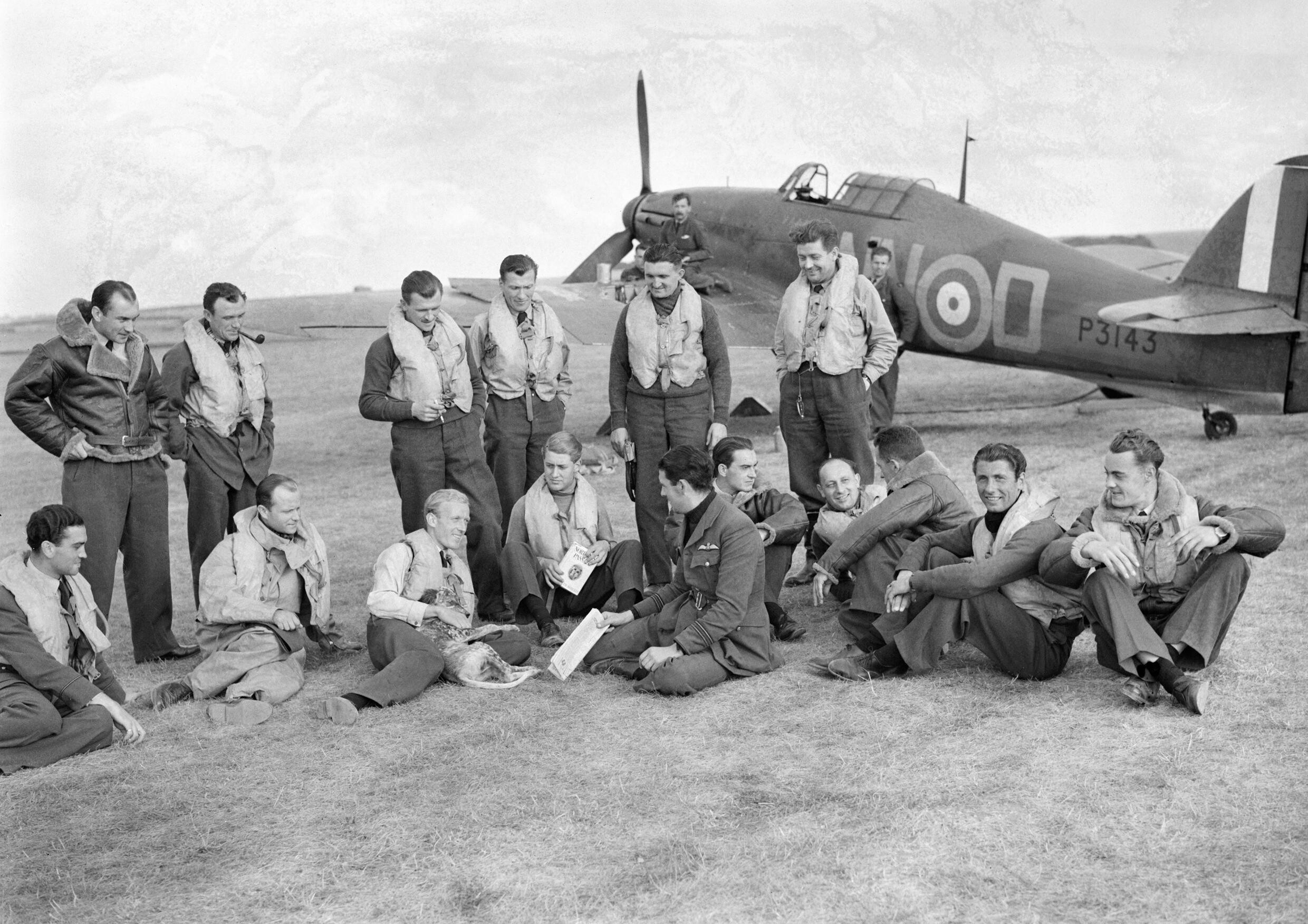
Piloti 310. československé stíhací perutě RAF přered stíhačkou Hawker Hurricane Mk.I na základně Duxford, září 1940

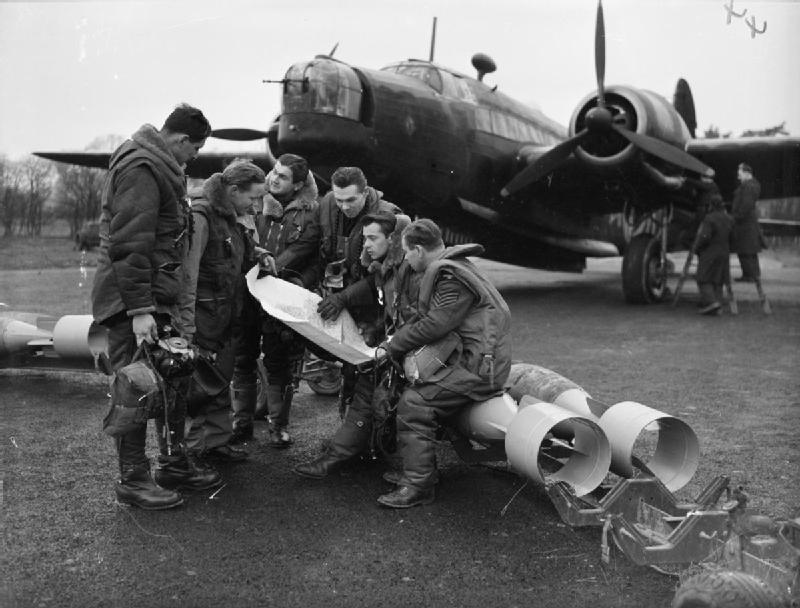
Československá posádka bombardéru Vickers Wellington Mk.IC 311. československé bombardovací perutě RAF na základne East Wretham

Českoslovenští letci zpočátku nebyli v britských jednotkách nijak organizováni. První leteckou perutí vytvořenou z československých letců byla 12. července 1940 310. československá stíhací peruť RAF (№ 310 Fighter Squadron), která vznikla na letišti Duxford. Zanedlouho na to 29. července 1940 vznikla na letišti Honington 311. československá bombardovací peruť RAF (№ 311 Bombing Squadron). Dne 5. září 1940 následoval vznik 312. československé stíhací perutě RAF (№ 312 Fighter Squadron) také na letišti v Duxfordu. O něco později se k těmto jednotkám přidala 313. československá stíhací peruť RAF (№ 313 Fighter Squadron), kterou založili 10. května 1941 na letišti Catterick. Dne 3. května 1942 bylo z 310., 312. a 313. stíhací perutě v Exeteru vytvořeno vlastní stíhací křídlo - Czechoslovak Fighter Wing, kterému velel úspěšný pilot Alois Vašátko.
Část československých letců poměrně úspěšně zasáhla do bitvy o Británii. Nejúspěšnějším spojeneckým letcem celé této operace byl Čech Josef František, který v průběhu jediného měsíce sestřelil 17 německých letadel. Dne 8. října 1940 zahynul při letecké havárii během hlídkového letu. Českoslovenští piloti se v následujících letech zúčastnili i dalších významných operací na západní frontě. Další významná operace, které se ve velké míře Češi a Slováci zúčastnili byl nájezd na Dieppe, při kterém byly nasazeny všechny tři stíhací perutě. Bombardovací letci pro britské Coastal Command podnikali dlouhodobou hlídkovou činnost nad Atlantským oceánem, přičemž se zaměřovali zejména na pátrání po nepřátelských ponorkách. Posádky byly přitom vystaveny navíc dalšímu nebezpečí v případě sestřelení nad německými územími. Na rozdíl od jiných letců nebyly podkládání za válečné zajatce, ale jako příslušníci Německa ovládaného Protektorátu za zrádce - to se týkalo pak v zesílené míře posádek 311. bombardovací perutě, která podnikala dálkové nálety do německého vnitrozemí (částečně až do Itálie). Československé perutě se úspěšně zúčastnily krytí spojeneckého vylodění v Normandii a byly jedny z prvních, které přistály na osvobozeném francouzském území. Později podporovaly spojeneckou ofenzívu přes země západní Evropy a podílely se i na bombardováni Německa. Nejúspěšnějším slovenským pilotem ve službách britské RAF byl Otto Smik, který sestřelil 9 německých letadel plus 2 ve spolupráci a 3 střely V-1. Dne 28. listopadu 1944 při útoku na stanici Zwolle v Nizozemsku protiletadlová obrana Smikovo letadlo těžce poškodila. Při pokusu o přistání Smik havaroval a byl na místě mrtvý. Poslední velkou akcí československých stíhacích perutí RAF byla účast na výsadkové operaci v prostoru německého Weselu dne 24. března 1945.
Velmi úspěšní byli i slovenští piloti na východní frontě ve službách Slovenských vzdušných zbraní. Přestože se ocitli na straně Osy prokázali své kvality. Dne 22. června 1941 německá armáda překročila hranice Sovětského svazu, kterému nacistické Německo vzápětí vyhlásilo válku. Na frontě bylo kromě pozemního vojska nasazeno i Slovenské letectvo. Navzdory nedostatkům ve výzbroji a výcviku si slovenští letci vedli poměrně úspěšně a na zastaralých dvouplošnících získali množství vzdušných vítězství. Legendární letka 13, přezbrojena na Messerschmitt Bf 109 pokračovala v boji po boku Luftwaffe i po stažení většiny ostatních slovenských jednotek. Nejúspěšnějším pilotem byl Ján Režňák s 32 potvrzenými sestřely. Obrat ve válce na východní frontě však brzy demoralizoval i letectvo, stejně jako u pozemního vojska i zde docházelo k případům dezerce a po vypuknutí Slovenského národního povstání dne 29. srpna 1944 se někteří letci přidali na stranu povstalců. Povstalecké letectvo využívalo několik strojů bývalých Slovenských vzdušných zbraní (Avia B-534, Letov Š-328, Messerschmitt Bf 109 (verze E a G), Focke-Wulf Fw 189 a další). Jeho hlavní oporou však byl první československý samostatný stíhací letecký pluk, který přišel na povstalecké území ze SSSR a operoval na sovětských stíhačkách Lavočkin La-5FN. Pluku velel kapitán František Fajtl a byl tvořen řadou kvalifikovaných pilotů - hlavně československými dobrovolníky, kteří již dříve sloužili v britské RAF. Povstalečtí letci se zúčastnili 923 bojových letů a zničili 40 nepřátelských letadel. Provedli také mnoho průzkumných letů a útoky na pozemní cíle. Aktivita vzdušných sil na Slovensku byla na konci roku 1944 často narušována špatným počasím a nízkou oblačností, která je pro let v hornatých oblastech středního Slovenska nebezpečná. Jednotky povstaleckého letectva vykonávali leteckou ochranu pro povstání z letišť Zolná a Tri Duby do 25. října 1944. Pluk musel být 25. října 1944 evakuován a 11 letuschopných letadel odletělo ve směru na Polsko a Rumunsko. Po ústupu povstalců do hor nebylo možné evakuovat veškerý pozemní ani letecký personál.

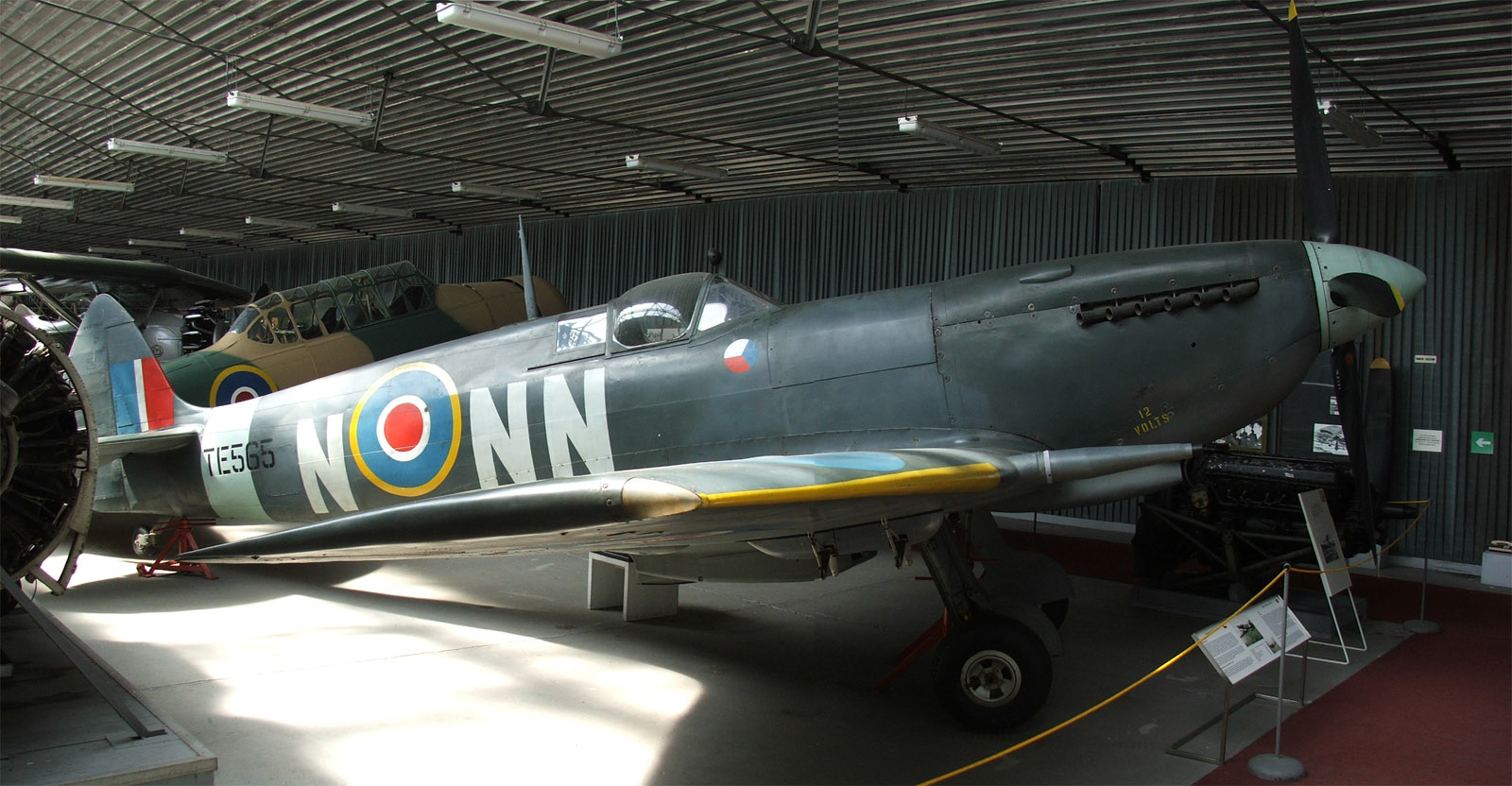
Supermarine Spitfire Mk.IX 310. československé stíhací perutě RAF s malým kruhovým československým znakem pod kabinou v leteckém muzeu Kbely

Už v průběhu Slovenského národního povstání přelétla do Sovětského svazu skupina 108 slovenských letců, ke kterým se postupně přidávali další slovenští piloti z kombinované letky, kde už chyběla letadla a piloti, kteří buďto přeběhli nebo byli transportováni ze Slovenska dopravními letadly. Sovětské velení dalo souhlas s vytvořením dalších dvou leteckých pluků - 2. československého stíhacího a 3. československého bojového. Z těchto tří jednotek vznikla 1. československá smíšená letecká divize v SSSR, jejímž velením byl pověřen pplk. Ludvík Budín. Českoslovenští letci byli vyzbrojeni stíhacími letouny Lavočkin La-5 a La-7, bojovými letadly Il-2 "šturmovik" a střemhlavými bombardéry Pe-2. Dne 14. dubna 1945 se uskutečnila první bojová akce, kdy úspěšně zaútočili dvě skupiny bojových letadel podporované stíhači na vojenské cíle nepřítele nedaleko vesnice Olzy. Českoslovenští letci útočili na bojovou techniku, pevnůstky, palebné postavení, velitelské stanoviště, dopravní prostředky a shromaždiště tanků nepřítele, podporovali a chránili pozemní vojska, útočili na komunikace, prováděli letecký průzkum. Divize provedla od 14. dubna do 9. května 1945 567 bojových vzletů v délce 515 operačních hodin. Zničila desítky aut, tanků, obrněných vozidel, povozů, železničních vagónů a velké množství živé síly nepřítele. Dne 9. května 1945 přistály dva bombardéry 1. československé smíšené letecké divize na letišti ve Kbelích, což byl symbolický příspěvek Pražskému povstání. Dne 10. května 1945 se československá letadla přesunula z Polska na polní letiště v Albrechtičkách u Ostravy a 14. května přistála první letadla na letištích ve Kbelích a Letňanech.

### Poválečné období

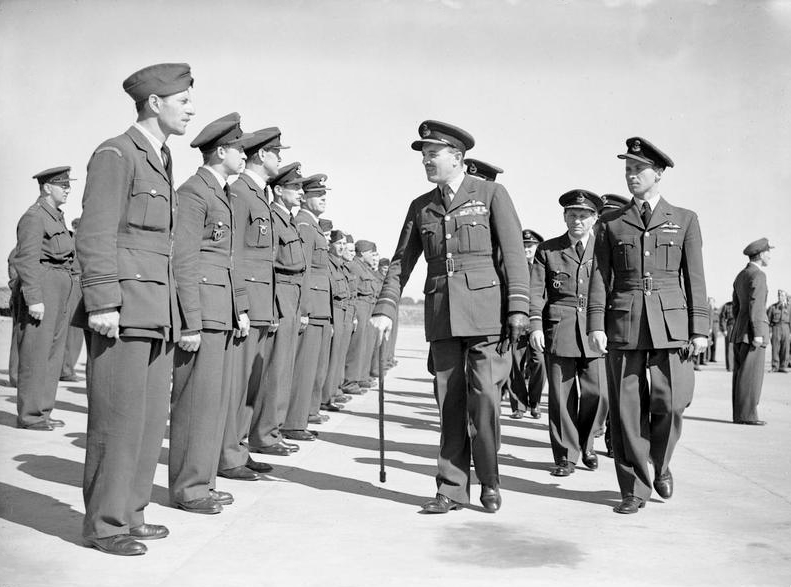
Rozlučková přehlídka československých perutí na základně RAF Manston v Kentu, 3. srpna 1945. Maršál John Slessor s vycházkovou holí. Za ním je vidět letecký maršál Karel Janoušek.

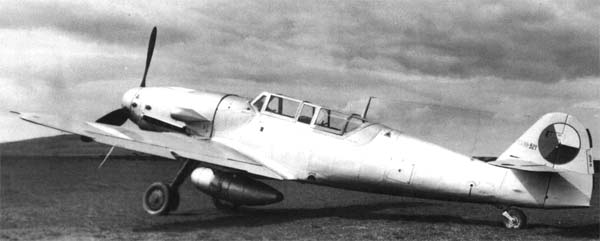
Cvičná Avia S-99

Druhá světová válka v Evropě skončila 8. května 1945. V létě 1945 se z exilu postupně vrátili i českoslovenští letci působící v RAF. 13. srpna 1945 přistálo na pražském letišti Ruzyně 54 stíhaček Spitfire československé stíhací skupiny. Příslušníci 311. československé bombardovací perutě byli přivítáni v Praze o týden později. V obnoveném Československu byli piloti přivítáni jako hrdinové. Československé perutě RAF byly do roku 1946 postupně rozpuštěny a jejich příslušníci zařazeni do nové československé armády. Jejich příslušníci jak zkušení odborníci prověření boji převzali mnoho vedoucích úloh v oblasti vojenského letectví.
V srpnu 1945 se čtyři československé perutě RAF, 310, 311, 312 a 313, všechny přemístily do Československa a staly se součástí československých ozbrojených sil. Do té doby byla 310, 312 a 313 peruť vybavena letouny Supermarine Spitfire Mk IX a 311. peruť byla vybavena těžkými bombardéry Consolidated B-24 Liberator. Spitfiry byly převezeny do Československa s palivovými nádržemi s dlouhým doletem, aby měly dostatečně paliva na cestu.
15. ledna 1946 se 311. peruť stala československou 6. leteckou divizí ("6. letecká divize") v Havlíčkově Brodě. V květnu byla rozdělen na "24. a 25. letecký pluk". 24. letecký pluk dostal jméno "Biskajský" a zpočátku byl vybaven stíhacími bombardéry Mosquito FB Mk VI. 25. letecký pluk dostal název Atlantický a byl vybaven letouny Petljakov Pe-2FT.
Za německé okupace vyráběly firmy Aero a Avia stíhačky Messerschmitt Bf 109 pro Luftwaffe. S cílem rozšířit československou stíhací sestavu nad rámec tří perutí Spitfirů převedených z Velké Británie pokračovala Avia ve stavbě Bf 109 jako Avia S-99.
Zbývající zásoby leteckých motorů Daimler-Benz DB 605 však byly v létě roku 1945 zničeny požárem, takže Avia je nahradila motorem Junkers Jumo 211 a vrtulí pro tento motor. Výsledný hybridní letoun byl označen Avia S-199. Motor a vrtule Jumo byly vyráběny pro střední bombardéry a pro stíhací letoun měly špatné výkonové charakteristiky. S-199 pak trpěl špatnou ovladatelností, zejména během vzletu a přistání. Výroba skončila v roce 1949 a Československo stáhlo svůj poslední letoun S-199 ze služby v roce 1957.
Od roku 1945 letectvo také používalo 56 sovětských stíhaček Lavočkin La-7, které byly rychlejší a lépe ovladatelné než Bf 109 a S-199.
Československý letecký průmysl pokračoval ve výrobě jednomístné (Avia S-92) a dvoumístné (Avia CS-92) varianty německého proudového stíhače Messerschmitt Me 262 i po druhé světové válce. Od srpna 1946 bylo dokončeno a zalétána celkem devět S-92 a tři dvoumístné CS-92. Do služby se dostaly v roce 1947 a v roce 1950 byly dodány 5. stíhací peruti a staly se tak prvními proudovými stíhačkami sloužícími v československém letectvu. Létaly až do roku 1951, kdy je ve službě nahradily sovětské proudové stíhačky. Obě verze jsou vystaveny v pražském leteckém muzeu ve Kbelích.

### Období totality (1948–89)

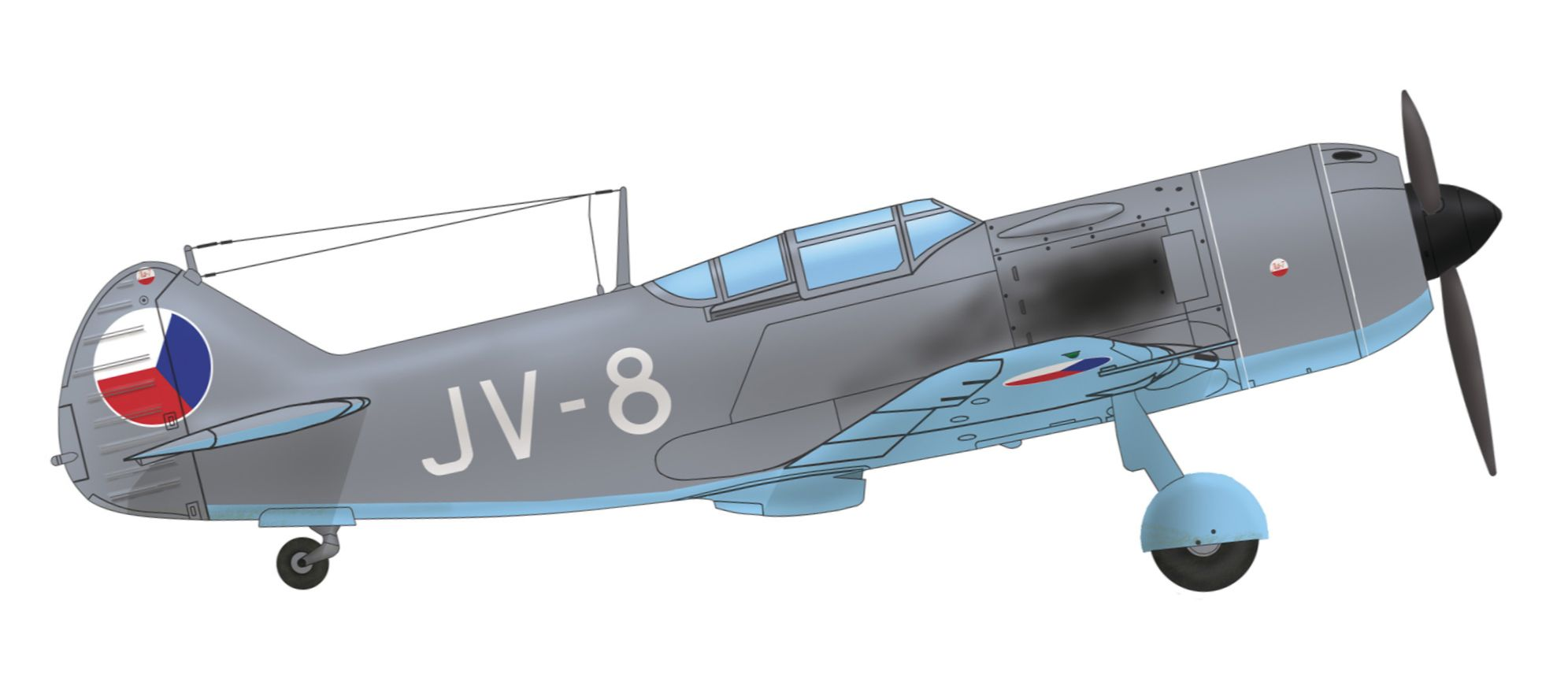
Lavočkin La-7 v roce 1947

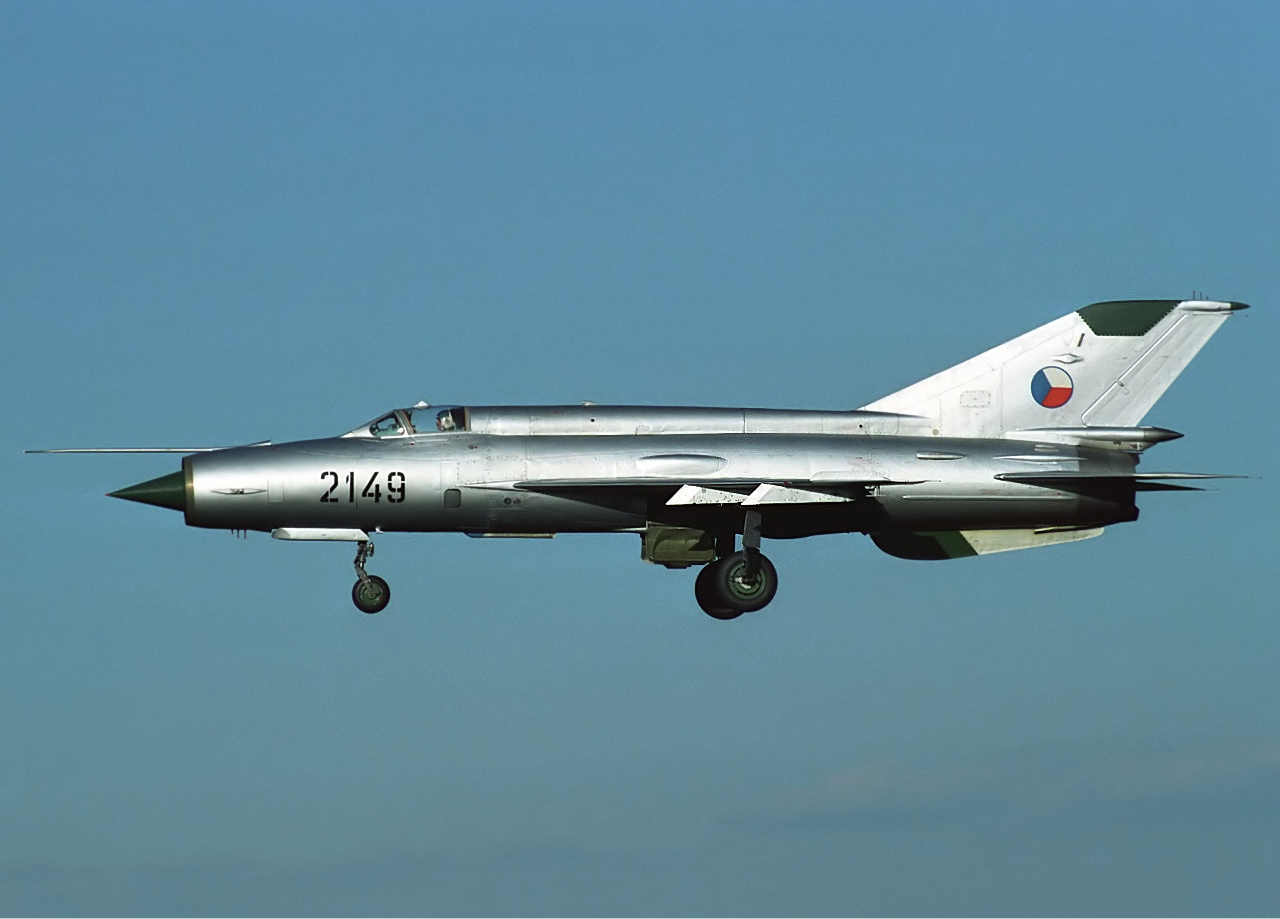
MiG-21R 'Fishbed'

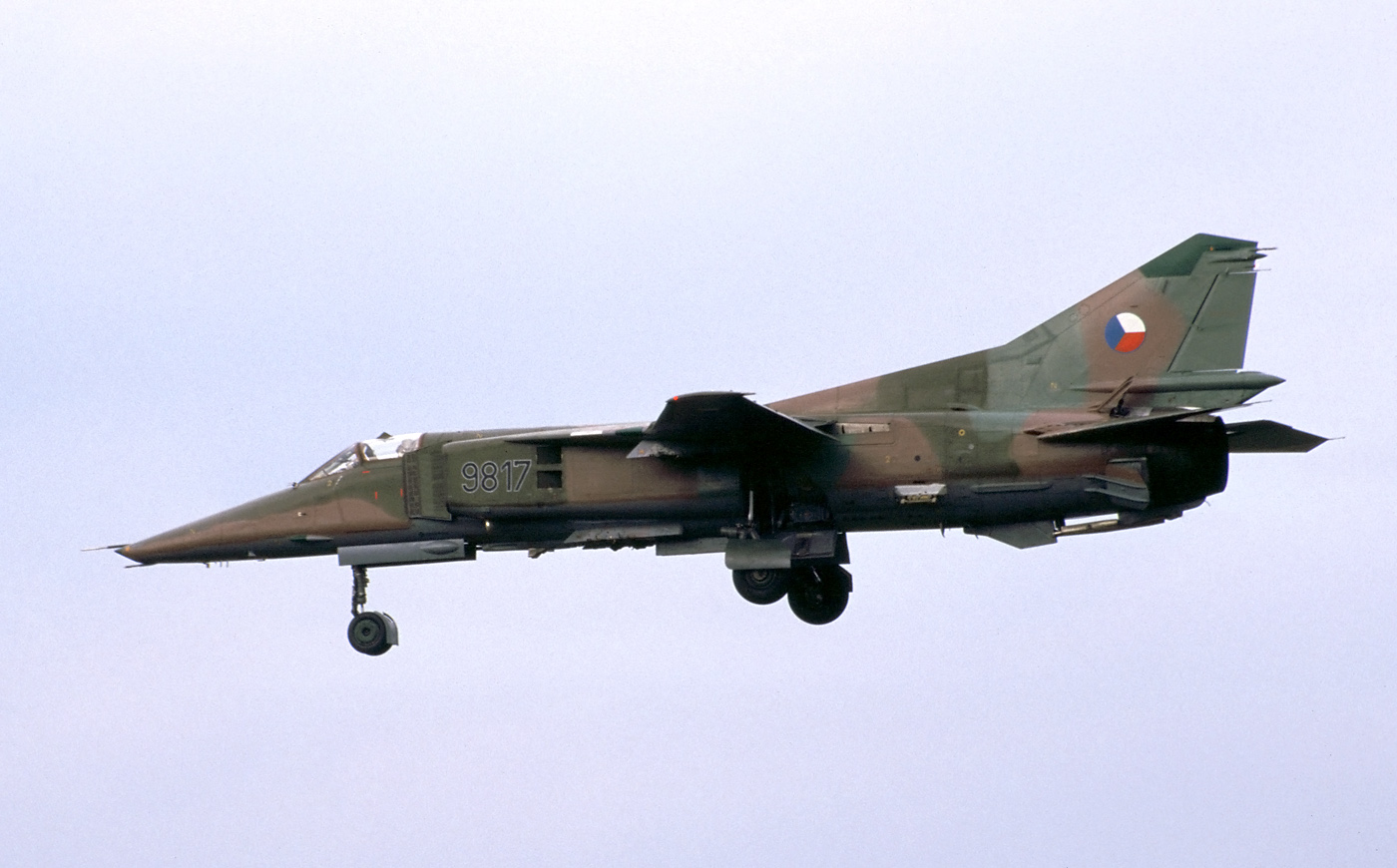
MiG-23BN

Po únoru 1948 mnozí představitelé nového režimu viděli v účastnících zahraničního odboje ze západní fronty nebezpečí. Obávali se totiž, že by mohli tito odhodlaní vlastenci opět začít bojovat za demokracii. A tak byli bývalí příslušníci RAF postupně propouštěni z armády a odsouvání do pozadí. Režim často postihoval i jejich rodinné příslušníky. Jejich manželky bezdůvodně ztrácely zaměstnání a jejich děti ztratily přístup k vyššímu školství. Mnozí příslušníci západního odboje byli obviněni ze „špionáže pro západní mocnosti“, uvězněni, a odsouzeni k dlouholetým žalářům nebo k těžkým a nebezpečným nuceným pracím.
Hlavními československými stíhacími letouny byly Spitfiry až do převratu v roce 1948, po kterém Komunistická strana Československa provedla čistky personálu letectva, který sloužil v RAF. Mnoho bývalých příslušníků RAF, včetně maršála Janouška a pilota Hawker Hurricane Josefa Brykse, bylo souzeno na základě křivých obvinění a odsouzeno k dlouhým trestům odnětí svobody. Československo prodalo všechny své Spitfiry vznikajícímu Izraeli v roce 1948 v rámci masivní, přísně tajné dohody o zbraních a vojenském výcviku. Čeští komunisté přímo zodpovědní za uzavření dohody, Slánský a Geminder, byli později popraveni.
V roce 1955 se Československo stalo zakládajícím členem Varšavské smlouvy. Československé letectvo bylo vybaveno sovětskými letouny a řídilo se jeho doktrínami a taktikou. Většinou byly obdrženy letouny Mikojan-Gurjevič (MiGy). Stíhačky MiG-15, MiG-19 a MiG-21F zde byly vyráběny v licenci; v 70. letech byly pořízeny MiGy-23MF, v 80. letech pak MiG-23ML a MiGy-29.
V roce 1951 vznikl 1., 2. a 3. obvod protivzdušné obrany státního území; přibližně ve stejné době jako vznik 15. stíhacího leteckého sboru. 15. stíhací letecký sbor řídil 1., 3., 5. a 166. stíhací leteckou divizi v různých dobách; ze 166. stíhací letecké divize se později stala 2. stíhací letecká divize. Od roku 1964 do roku 1969 zahrnovala 10. letecká armáda 46. dopravní leteckou divizi se dvěma vrtulníkovými pluky a dopravním plukem.
V květnu 1987 se dvě stíhačky československého letectva pokusily sestřelit československého inženýra pokoušejícího se o útěk z vlasti pomocí podomácku vyrobeného ultralehkého letounu. Po přeletu asi 10 mil (16 km) k západoněmecké hranici došlo v letadle uprchlíka palivo, ale bezpečně přistál v Bavorském lese, těsně předtím, než ho československé stíhačky stačily zachytit.
V 80. a počátkem 90. let tvořilo československé letectvo velitelství protivzdušné obrany státu se stíhačkami protivzušné obrany, protiletadlovými raketatmi a radary PVO a 10. letecká armáda byla odpovědná za podporu pozemních sil. Velení protivzdušné obrany státu mělo 2. divizi protivzdušné obrany (Brno) s 8. stíhacím leteckým plukem, radiolokátory a protivzdušnými střelami a 3. divizi protivzdušné obrany (Žatec) s 1. (České Budějovice), 5. (Dobřany), popř. 11. stíhací letecký pluk (Žatec) a 71. protiletadlovou raketovou brigádu a 185. protiletadlový raketový pluk. 8. stíhací letecký pluk sídlil od roku 1959 do 1. dubna 1985 v Ostravě (Mošnov), poté se přemístil do Brna (Tuřany). V letech 1965 až 1991 byl vybaven MiGy-21. 1. stíhací letecký pluk v Českých Budějovicích byl vybaven MiGy-21. V roce 1992 byl rozpuštěn.
10. letecká armáda měla dvě letecké divize a celkem šest pluků stíhacích a útočných letadel. Dále zde byly dva průzkumné pluky, dva transportní pluky, tři výcvikové pluky a dva vrtulníkové pluky. V roce 1990 se 10. letecká armáda s velitelstvím v Hradci Králové skládala z 1. stíhací letecké divize (velitelství Bechyně, včetně 9. stíhacího leteckého pluku na téže základně do 30. června 1990), 34. stíhací bombardovací letecká divize (velitelství Čáslav). Air International v červenci 1991 hlásil, že zahrnuje 6. a 20. (Su-22) a 28 (MiG-23BN) stíhací-bombardovací pluk plus 9. pluk protivzdušné obrany s MiGy-21bis, 47. průzkumný letecký pluk (Ostrava-Mošnov) , 10. signální pluk, 11. vrtulníkový pluk, 1. složený dopravní letecký pluk a 30. útočný letecký pluk (letiště Pardubice, se Su-25K). Byl rozpuštěn 1. října 1990 a jeho nástupcem se stal 1. smíšený letecký sbor.
Několik pluků provozovalo Československé letectvo v letech 1945 až 1968 z letiště Hradčany. To však po operaci Dunaj obsadili sovětští okupanti.

### Po pádu totality (1990-92)
V listopadu a prosinci 1989 ukončily komunistickou vládu v Československu události sametové revoluce. V roce 1992 si Slovenská republika odhlasovala vystoupení z federace, která byla 1. ledna 1993 rozpuštěna.
Majetek bývalého letectva se rozdělil 2:1 v český prospěch a vzniklo tak české a slovenské letectvo. 18 MiGů-29, které byly tehdy ve službě, bylo rozděleno 1:1 mezi nové země.
Reorganizace v letech 1992–93 vedla ke zcela nové struktuře českého letectva, která vstoupila v platnost v roce 1994. Jedním z prvních útvarů, které skončily v přímém důsledku přesunu velkého počtu letadel na Slovensku, byl 9. letecký stíhací bombardovací pluk (9. SBoLP) u Bechyně.

### Nástupce
Po rozpadu České a Slovenské Federativní Republiky se k 1. lednu 1993 nástupcem Československého letectva staly Vzdušné síly Armády České republiky.

## Výsostné znaky
V rámci československého letectva byla jako letecký výsostný znak nejprve používána kokarda (v pořadí od středu červená-modrá-bílá s červeným lemováním), později se začalo používat označení šikmými barevnými pruhy přes konce křídel a vrchol směrovky. Tříbarevné kokardy označovaly vojenská letadla znovu od března 1919 (nyní v pořadí od středu bílá-modrá-červená). Spojenecká Francie však podobu znaků kritizovala, protože údajně příliš připomínaly letecké kokardy velmocí a mohlo by tak dojít k záměně.[zdroj⁠?!] Proto byly v prosinci 1921 kokardy nahrazeny československými vlajkami. Obdélníkové prapory byly umísťovány na dvouplošníky na horní křídlo shora, na spodní zdola a na směrovku z obou stran. Konečná verze československé vojenské kokardy existuje od prosince 1926. Dělí se na tři stejné klíny bílé, červené a modré barvy, přičemž modrý je vždy vepředu a bílý směřuje nahoru nebo od středu označovaného stroje. Lemování znaku je většinou bílé nebo modré, červené není příliš obvyklé. Po druhé světové válce se tato kokarda rozšířila i na pozemní techniku a dodnes je jako tzv. národní rozlišovací znak užívána Armádou České republiky.

Kokarda z let 1919 až 1921
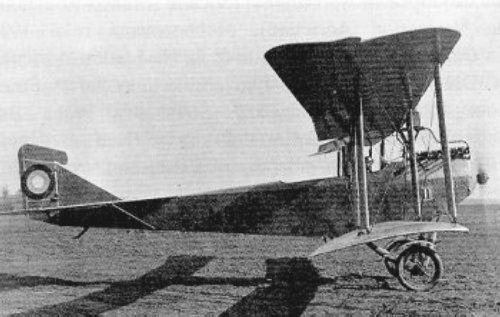
Kokarda na letounu Aero Ae-01
Prapor používaný v letech 1921 až 1926
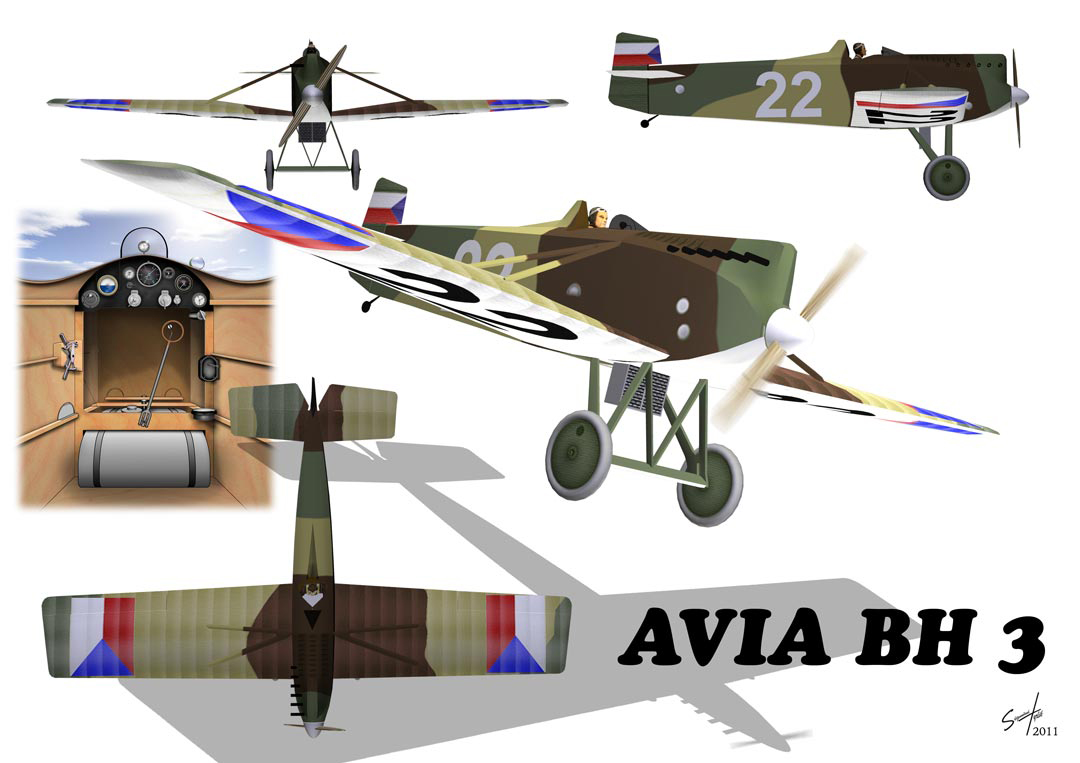
Prapory na letounu Avia BH-3
Kokarda používaná od roku 1926 dodnes

## Letadlový park (1992)
| Letadlo            | Foto            | Země původu     | Typ                                                                               | Verze                                   | Ve službě       |                 |
| Stíhací letadla    | Stíhací letadla | Stíhací letadla | Stíhací letadla                                                                   | Stíhací letadla                         | Stíhací letadla | Stíhací letadla |
| ------------------ | --------------- | --------------- | --------------------------------------------------------------------------------- | --------------------------------------- | --------------- | --------------- |
| MiG-21             |                 | SSSR            | stíhací letadloprůzkumné letadlocvičné/stíhací letadlo                            | MiG-21MAMiG-21MFMiG-21RMiG-21UMMiG-21US | 168820307       |                 |
| MiG-23             |                 | SSSR            | přepadové stíhací letadlocvičné/stíhací letadlo                                   | MiG-23MFMiG-23MLMiG-23U                 | 12177           |                 |
| MiG-29             |                 | SSSR            | víceúčelové stíhací letadlocvičné/stíhací letadlo                                 | MiG-29AMiG-29UB                         | 182             |                 |
| Bojová letadla     |                 |                 |                                                                                   |                                         |                 |                 |
| Aero L-39 Albatros |                 | Československo  | cvičné proudové/lehké bojové letadlo                                              | L-39ZA                                  | 26              |                 |
| MiG-23BN           |                 | SSSR            | stíhací bombardér                                                                 | MiG-23BN                                | 28              |                 |
| Suchoj Su-22       |                 | SSSR            | stíhací bombardércvičné/bojové letadlo                                            | Su-22M4Su-22UM-3K                       | 498             |                 |
| Suchoj Su-25       |                 | SSSR            | letadlo přímé letecké podporycvičné/bojové letadlo                                | Su-25KSu-25UBK                          | 362             |                 |
| Průzkumná letadla  |                 |                 |                                                                                   |                                         |                 |                 |
| Antonov An-30      |                 | SSSR            | fotogrammetrický letoun                                                           | An-30FG                                 | 1               |                 |
| Avia Av-14         |                 | Československo  | fotogrammetrický letoun                                                           | Av-14FG                                 | 1               |                 |
| Let L-410 Turbolet |                 | Československo  | fotogrammetrický letoun                                                           | L-410FG                                 | 7               |                 |
| Dopravní letadla   |                 |                 |                                                                                   |                                         |                 |                 |
| Antonov An-12      |                 | SSSR            | taktický transportní letoun                                                       | An-12BP                                 | 2               |                 |
| Antonov An-24      |                 | SSSR            | taktický transportní letoun                                                       | An-24V                                  | 6               |                 |
| Antonov An-26      |                 | SSSR            | taktický transportní letounletadlo pro radioelektronický průzkum                  | An-26An-26Z-1                           | 51              |                 |
| Jakovlev Jak-40    |                 | SSSR            | dopravní letadlo (pro cestující)                                                  | Jak-40                                  | 1               |                 |
| Let L-410 Turbolet |                 | Československo  | vícečelové dopravní letadlo                                                       | L-410MAL-410UVPL-410UVP-EL-410UVP-T     | 7428            |                 |
| Tupolev Tu-134     |                 | SSSR            | dopravní letadlo (VIP)                                                            | Tu-134A                                 | 1               |                 |
| Tupolev Tu-154     |                 | SSSR            | dopravní letadlo (VIP)                                                            | Tu-154B-2                               | 2               |                 |
| Cvičná letadla     |                 |                 |                                                                                   |                                         |                 |                 |
| Aero L-29 Delfín   |                 | Československo  | cvičné proudové letadlocvičné proudové/průzkumné letadlo                          | L-29L-29R                               | 50              |                 |
| Aero L-39 Albatros |                 | Československo  | cvičné proudové letadlo                                                           | L-39CL-39MSL-39V                        | 2556            |                 |
| Vrtulníky          |                 |                 |                                                                                   |                                         |                 |                 |
| Mil Mi-2           |                 | SSSR Polsko     | lehký cvičný vrtulník                                                             | Mi-2                                    | 51              |                 |
| Mil Mi-8           |                 | SSSR            | vrtulník pro radioelektronický bojdopravní vrtulníklétající velitelské stanoviště | Mi-8PPAMi-8PSMi-8TMi-9                  | 37171           |                 |
| Mil Mi-17          |                 | SSSR            | dopravní vrtulníkvrtulník pro radioelektronický boj                               | Mi-17Mi-17Z-2                           | 482             |                 |
| Mil Mi-24          |                 | SSSR            | bojový/dopravní vrtulníkcvičný/bojový/dopravní vrtulník                           | Mi-24DMi-24VMi-24DU                     | 24292           |                 |